# Beletinec
Beletinec is een plaats in de gemeente Sveti Ilija in de Kroatische provincie Varaždin. De plaats telt 1032 inwoners (2001).